# Zoltan Lunka
Zoltan Lunka est un boxeur allemand né le 22 mai 1970 à Miercurea Nirajului en Roumanie.

## Carrière
Aux Jeux olympiques d'été de 1996, il combat dans la catégorie des poids mouches et remporte la médaille de bronze.

## Référence
1. ↑  (en) Résultats des Jeux olympiques 1996 (amateur-boxing.strefa.pl)